# Coniopteryx collaris
Coniopteryx collaris är en insektsart som beskrevs av György Sziráki 1997. Coniopteryx collaris ingår i släktet Coniopteryx och familjen vaxsländor. Inga underarter finns listade i Catalogue of Life.